# Zagłębie Lubin
Zagłębie Lubin poljski je nogometni klub iz Lubina. Osnovan je 1945. godine kao OMTUR Lubin. Natječe se u Ekstraklasi.

## Uspjesi
- Ekstraklasa
  - Prvak: 1990./91., 2006./07.
  - Doprvak: 1989./90.
  - Treće mjesto: 2005./06., 2015./16.
- I liga
  - Prvak: 1984./85., 1988./89., 2014./15.
  - Doprvak: 2003./04., 2008./09.
- II liga 
  - Prvaci: 1974./75., 1977./78.
  - Doprvak: 1979./80., 1981./82.

- Poljski nogometni kup
  - Finalist: 2004./05., 2005./06., 2013./14.
  - Polufinalist: 1978./79., 2000./01.
- Poljski nogometni superkup
  - Osvajač: 2007.
  - Drugoplasirani: 1991.
- Poljski nogometni liga kup
  - Finalist: 2000./01.

## Vanjske poveznice
- Službena stranica